# Monti Chisos
I Monti Chisos sono una catena montuosa nell'area del Texas occidentale in cui si estende il Big Bend. La catena è interamente compresa entro i confini Parco nazionale di Big Bend; ciò la rende l'unica, negli Stati Uniti ad essere completamente contenuta all'interno di un parco nazionale. È inoltre la più meridionale della nazione. Ospita flora e fauna piuttosto varie, anche endemiche.
La cima più alta è Emory Peak con 2.385 m s.l.m.